# Silver Bowl 1983
Der Silver Bowl 1983 im Badminton fand am letzten Wochenende im Juni in Melbourne statt. Der Finaltag war der 26. Juni 1983.

## Finalresultate
| Disziplin    | Sieger                      | Finalist                     | Ergebnis     |
| ------------ | --------------------------- | ---------------------------- | ------------ |
| Herreneinzel | Darren Hall                 | Andy Goode                   | Aufgabe      |
| Dameneinzel  | Gillian Gowers              | Gillian Clark                | 11–6, 11–4   |
| Herrendoppel | Andy Goode Nigel Tier       | Graeme Robson Steve Wilson   | 15–11, 15–6  |
| Damendoppel  | Julie McDonald Audrey Swaby | Gillian Clark Gillian Gowers | 15–11, 15–10 |